# Carlos Mario Hoyos
Carlos Mario Hoyos (Medellín, 28 de febrero de 1962) es un exfutbolista y entrenador colombiano, jugaba de defensa. Fue internacional con la Selección de fútbol de Colombia en el mundial de Italia 90. Actualmente se encuentra sin club.

## Trayectoria
Tras estar radicado en los Estados Unidos durante un par de años, regresó a Colombia para dirigir al Cúcuta Deportivo en 2004: con los motilones tan solo está en 9 encuentros y es remplazado por Eduardo Julián Retat.
En el 2009 fue entrenador del Itagüí, entonces en la Primera B colombiana. Fue destituido de su cargo el 11 de noviembre de 2009. Posteriormente, en abril de 2010 asumió como entrenador del Patriotas de Tunja, cargo en el que permaneció hasta diciembre del mismo año, cuando fue reenganchado para dirigir al Itagüí después de conseguir el ascenso a la máxima división del balompié colombiano. Allí solamente dirigió en el Torneo Apertura 2011, donde no logró clasificar a los cuartos de final. El 23 de mayo presenta su renuncia.
En mayo de 2011 es designado como nuevo técnico del Atlético Bucaramanga en la Primera B, reemplazando a Fernando Velasco. Cabe anotar que ya había dirigido al equipo 'leopardo', consiguiendo el subcampeonato del Campeonato colombiano 1996/97 y logró clasificar y avanzar a la segunda fase de la Copa Libertadores 1998. Sin embargo, no logró clasificar al club a la fase final de la Primera B 2011 por lo cual fue destituido del cargo.

## Selección nacional
Hoyos fue internacional con la Selección de fútbol de Colombia en 24 partidos entre 1985 y 1990. Integró la nómina que participó en la Copa Mundial Italia 1990, aun cuando no jugó ninguno de los cuatro encuentros que el conjunto cafetero disputó en el máximo torneo ecuménico.

### Participaciones enCopas del Mundo
| Mundial                | Sede   | Resultado        | PJ                           | GA | Asis |
| ---------------------- | ------ | ---------------- | ---------------------------- | -- | ---- |
| Mundial de Italia 1990 | Italia | Octavos de final | 0 (4 partidos como suplente) | 0  | 0    |

### Participaciones enCopas América
| Torneo                 | Sede                   | Resultado              | PJ                           | GA | Asis |
| ---------------------- | ---------------------- | ---------------------- | ---------------------------- | -- | ---- |
| Copa América 1983      | Sin Sede Fija          | Fase de grupos         | 0 (4 partidos como suplente) | 0  | 0    |
| Copa América 1987      | Argentina              | Tercer lugar           | 4                            | 0  | 0    |
| Copa América 1989      | Brasil                 | Fase de grupos         | 3                            | 0  | 1    |
| Total en Copas América | Total en Copas América | Total en Copas América | 7                            | 0  | 1    |

### Participaciones enEliminatorias al Mundial
| Eliminatoria                         | Sede del Mundial       | Posición                                                | Resultado              | PJ | GA | Asis |
| ------------------------------------ | ---------------------- | ------------------------------------------------------- | ---------------------- | -- | -- | ---- |
| Eliminatorias Mundial de México 1986 | México                 | 3°lugar 6pts Grupo 1 (Perdedor Repesca Interna)         | Eliminado              | 1  | 0  | 0    |
| Eliminatorias Mundial de Italia 1990 | Italia                 | 1°lugar 6pts Grupo 2 (Ganador Repesca Intercontinental) | Clasificado            | 3  | 0  | 0    |
| Total en Eliminatorias               | Total en Eliminatorias | Total en Eliminatorias                                  | Total en Eliminatorias | 4  | 0  | 0    |

## Clubes

### Como jugador
| País     | Club                   | Año         |
| -------- | ---------------------- | ----------- |
| Colombia | Deportivo Cali         | 1981 - 1988 |
| Colombia | Junior de Barranquilla | 1989        |
| Colombia | Deportivo Cali         | 1990        |
| Colombia | América de Cali        | 1991        |
| Colombia | Deportes Quindío       | 1992 - 1993 |

### Como asistente técnico
| País     | Club                      | Año         | AT de:               |
| -------- | ------------------------- | ----------- | -------------------- |
| Colombia | Águilas Doradas           | 2013        | Jorge Luis Bernal    |
| Colombia | Deportivo Pasto           | 2014        | Jorge Luis Bernal    |
| Colombia | Junior de Barranquilla    | 2014        | Julio Comesaña       |
| Perú     | Universitario de Deportes | 2015        | Luis Fernando Suárez |
| México   | Dorados de Sinaloa        | 2015 - 2016 | Luis Fernando Suárez |
| Colombia | Alianza Petrolera         | 2016 - 2017 | Jorge Luis Bernal    |
| Colombia | Águilas Doradas           | 2018 - 2019 | Jorge Luis Bernal    |
| Colombia | Atlético Huila            | 2019        | Jorge Luis Bernal    |

### Como entrenador
| País     | Club                   | Año         |
| -------- | ---------------------- | ----------- |
| Colombia | Deportivo Rionegro     | 1994 - 1995 |
| Colombia | Atlético Bucaramanga   | 1996 - 1998 |
| Colombia | Itagüí FC              | 1999        |
| Colombia | Independiente Medellín | 1999        |
| Colombia | Deportes Quindío       | 2000        |
| Colombia | Cúcuta Deportivo       | 2004        |
| Colombia | Águilas Doradas        | 2008 - 2009 |
| Colombia | Patriotas Boyacá       | 2010        |
| Colombia | Águilas Doradas        | 2011        |
| Colombia | Atlético Bucaramanga   | 2011        |
| Colombia | Atlético Bucaramanga   | 2018        |
| Colombia | Jaguares de Córdoba    | 2023        |